# Kabataş
Kabataş ist eine Stadtgemeinde (Belediye) im gleichnamigen Ilçe (Landkreis) der Provinz Ordu am Schwarzen Meer und gleichzeitig ein Stadtbezirk der 2013 geschaffenen Büyüksehir belediyesi Ordu (Großstadtgemeinde/Metropolprovinz) in der Türkei. Seit der Gebietsreform 2013 ist die Gemeinde flächen- und einwohnermäßig identisch mit dem Landkreis.
Kabataş liegt ca. 45 km südwestlich der Provinzhauptstadt Altınordu (dem „alten“ Ordu) am Abstieg des Canik-Gebirgszuges (Pontisches Gebirge) zum Schwarzen Meer hin auf einer Höhe von 701 m ü. NN.
Die Stadt Kabatas hat über zehntausend Einwohner und bietet die Infrastruktur für Handel und Versorgung des gleichnamigen Stadtbezirks. Dort gibt es auch Schulen und ein Gymnasium. Kabataş ist überwiegend landwirtschaftlich geprägt und ernährt knapp 11.000 Personen. Schwerpunkte liegen auf Mais, Kartoffeln, Nüssen, Honig und Viehzucht.
Hier herrscht Kontinentalklima, mit Einflüssen des Schwarzmeerklimas und großen Differenzen zwischen den Sommer- und Wintermonaten, in denen Schnee fällt.
Erstmals urkundlich erwähnt wurde der Ort im Jahr 1380. 1971 wurde er zur Stadt (Belediye) erhoben, dies kommt auch im Stadtlogo zum Ausdruck.
Der Landkreis Kabataş bestand bis zu seiner Selbständigkeit aus dem gleichnamigen Bucak im Landkreis Aybastı. Die drei Dörfer (Beylerli, Hoşkadem und Kuzköy) sowie die zwei Belediye Kabataş und Alankent wurden durch das Gesetz Nr. 3644 im Mai 1990 selbständig. Das Dorf Hoşkadem war schon vor 2007 zu einem Mahalle der Kreisstadt geworden.
(Bis) Ende 2012 bestand der Landkreis neben der Kreisstadt noch aus der Stadtgemeinde (Belediye) Alenkent sowie zwei Dörfern (Köy), die während der Verwaltungsreform 2013 in Mahalle (Stadtviertel, Ortsteile) überführt wurden, die sechs existierenden Mahalle der Kreisstadt blieben erhalten. Den Mahalle steht ein Muhtar als oberster Beamter vor.
Ende 2020 lebten durchschnittlich 580 Menschen in jedem der 18 Mahalle, 1.109 Einw. im bevölkerungsreichsten (Kabataş Yeni Mah.).